# (3654) AAS
(3654) AAS es un asteroide que forma parte del cinturón de asteroides y fue descubierto por el equipo del Indiana Asteroid Program desde el Observatorio Goethe Link de Brooklyn, Estados Unidos, el 21 de agosto de 1949.

## Designación y nombre
AAS recibió inicialmente la designación de 1949 QH1.
Más tarde, en 1991, a propuesta de Donald Edward Osterbrock y Frank K. Edmondson, se nombró por las siglas inglesas de la Sociedad Astronómica Estadounidense.

## Características orbitales
AAS está situado a una distancia media de 2,262 ua del Sol, pudiendo alejarse hasta 2,715 ua y acercarse hasta 1,809 ua. Su inclinación orbital es 2,105 grados y la excentricidad 0,2003. Emplea 1243 días en completar una órbita alrededor del Sol.

## Características físicas
La magnitud absoluta de AAS es 14. Está asignado al tipo espectral Sq de la clasificación SMASSII.